# Danil Kazancev
Danil Antonovič Kazancev (in russo Данил Антонович Казанцев?; Syzran', 5 gennaio 2001) è un calciatore russo, centrocampista dell'Alanija Vladikavkaz.

## Carriera
Cresciuto nel settore giovanile del Chimki, debutta in prima squadra il 25 agosto 2020 in occasione dell'incontro di Prem'er-Liga pareggiato per 1-1 contro l'Arsenal Tula.

## Statistiche

### Presenze e reti nei club
Statistiche aggiornate al 26 novembre 2022.
| Stagione        | Squadra         | Campionato      | Campionato | Campionato | Coppe nazionali | Coppe nazionali | Coppe nazionali | Coppe continentali | Coppe continentali | Coppe continentali | Altre coppe | Altre coppe | Altre coppe | Totale | Totale |
| Stagione        | Squadra         | Comp            | Pres       | Reti       | Comp            | Pres            | Reti            | Comp               | Pres               | Reti               | Comp        | Pres        | Reti        | Pres   | Reti   |
| --------------- | --------------- | --------------- | ---------- | ---------- | --------------- | --------------- | --------------- | ------------------ | ------------------ | ------------------ | ----------- | ----------- | ----------- | ------ | ------ |
| 2019-2020       | Chimki-M        | 2D              | 16         | 0          |                 | -               | -               |                    | -                  | -                  |             | -           | -           | 16     | 0      |
| 2020-2021       | Chimki-M        | 2D              | 6          | 1          |                 | -               | -               |                    | -                  | -                  |             | -           | -           | 6      | 1      |
| 2021-2022       | Chimki-M        | 2D              | 2          | 0          |                 | -               | -               |                    | -                  | -                  |             | -           | -           | 2      | 0      |
| 2022-2023       | Chimki-M        | 2D              | 7          | 0          |                 | -               | -               |                    | -                  | -                  |             | -           | -           | 7      | 0      |
| Totale Chimki-M | Totale Chimki-M | Totale Chimki-M | 31         | 1          |                 | -               | -               |                    | -                  | -                  |             | -           | -           | 31     | 1      |
| 2020-2021       | Chimki          | PL              | 3          | 0          | CR              | 1               | 0               |                    | -                  | -                  |             | -           | -           | 4      | 0      |
| 2022-2023       | Chimki          | PL              | 5          | 0          | CR              | 3               | 0               |                    | -                  | -                  |             | -           | -           | 8      | 0      |
| Totale Chimki   | Totale Chimki   | Totale Chimki   | 8          | 0          |                 | 4               | 0               |                    | -                  | -                  |             | -           | -           | 12     | 0      |
| Totale carriera | Totale carriera | Totale carriera | 39         | 1          |                 | 4               | 0               |                    | -                  | -                  |             | -           | -           | 43     | 1      |